# 納蘭霍區
納蘭霍區（西班牙語：Naranjo），是哥斯達黎加的一個區，位於該國西北部阿拉胡埃拉省，處於阿拉胡埃拉東北面31公里，面積25.75平方公里，海拔高度1,043米，2011年人口11,600，人口密度每平方公里450.49人。